# ملبنة مخاطية رويترية
المُلَبِّنَة المخاطية الرويترية أو العُصَيَّة اللبنية المُخاطية الرويترية (الاسم العلمي: Limosilactobacillus reuteri) هي أحدى أنواع بكتيريا حمض اللبن الموجودة في القناة الهضمية للبشر والحيوانات. ولا يبدو أن للكبتيريا تأثير ممرض وقد تكون لها فوائد صحية.

## الاكتشاف
سُجلت مُلَبِّنَة رويتر المخاطية في التصنيفات العلمية لبكتيريا حمض اللبن مطلع القرن العشرين، فصنفت بالخطأ ضمن العصيات اللبنية الخميرية. وفي ستينيات القرن العشرين، أعاد عالم الأحياء الدقيقة جيرهارد رويتر تصنيف البكتيريا على أنها مُلَبِّنَة خميرية من النوع الحيوي الثاني فسميت باسمه.
في أبريل 2020 أعيد تصنيف ملبنة رويتر لتكون من جنس الملبنات المخاطية.